# Marija Smirnowa
Marija Nikołajewna Smirnowa (ros. Мария Николаевна Смирно́ва; ur. 1 kwietnia 1905, zm. 4 maja 1993) – radziecka scenarzystka. Laureatka Nagrody Stalinowskiej (1948).

## Życiorys
W 1927 roku ukończyła GTK (klasa Lwa Kuleszowa). Od 1929 roku pracowała jako scenarzysta.

## Wybrana filmografia
- 1940: Baby
- 1947: Nauczycielka wiejska
- 1948: Opowieść o prawdziwym człowieku
- 1951: Wiejski lekarz
- 1956: Poluszko-pole
- 1957: Wyprawa za trzy morza

## Literatura
- Marija Smirnowa, Nauczycielka wiejska, tłum. Anisimow Helena, Biblioteka Scenariuszy Filmowych, 1951, (tom: 11)[1].
- Marija Smirnowa, Wiejski lekarz, tłum. Anisimow Helena, Biblioteka Scenariuszy Filmowych, 1953, (tom: 21)[2].